# Kypello Kyprou 2021-2022
La Kypello Kyprou 2021-2022 è stata l'80ª edizione della coppa nazionale cipriota, iniziata il 22 settembre 2021 e terminata il 25 maggio 2022. L'Anorthōsis era la squadra campione in carica. L'Omonia ha conquistato il trofeo per la quindicesima volta nella sua storia.

## Primo turno
Partecipano a questo turno 20 squadre: 11 squadre della B' Katīgoria e 9 squadre della A' Katīgoria. Il sorteggio è stato effettuato il 30 agosto 2021. AEL Limassol, PAEEK Kerynias, Ermīs Aradippou, Karmiōtissa, Onīsilos Sōtīra 2014 e Xylotymbou, per sorteggio, passano direttamente al secondo turno.
| 22 settembre 2021    |                 |                   |
| Alkī Oroklini        | 0 – 4           | AEK Larnaca       |
| APOEL                | 2 – 0           | Nea Salamis       |
| Apollōn Limassol     | 3 – 1           | Olympias Lympion  |
| Omonia 29th May      | 0 – 1           | Pafos             |
| 29 settembre 2021    |                 |                   |
| Achyrōnas Liopetriou | 0 – 4           | Ethnikos Achnas   |
| Arīs Limassol        | 2 – 2 (2-4 dtr) | EN Paralimni      |
| Doxa Katōkopias      | 5 – 1           | Akritas Chlōrakas |

## Secondo turno
Partecipano a questo turno 16 squadre: 7 squadre vincitrici nel primo turno, le 2 squadre finaliste dell'edizione precedente, Anorthōsis e Olympiakos Nicosia, insieme all'Omonia partecipanti alla fase a gironi delle competizioni europee, e le 6 ammesse per sorteggio direttamente a questo turno. Il sorteggio è stato effettuato il 16 dicembre 2021.
| Squadra 1                          | Totale      | Squadra 2          | Andata | Ritorno     |
| ---------------------------------- | ----------- | ------------------ | ------ | ----------- |
| 12 gennaio 2022 / 19 gennaio 2022  |             |                    |        |             |
| Ermīs Aradippou                    | 1 – 6       | EN Paralimni       | 1 – 1  | 0 – 5       |
| Onīsilos Sōtīra 2014               | 5 – 3       | Karmiōtissa        | 4 – 3  | 1 – 0       |
| 18 gennaio 2022 / 2 marzo 2022     |             |                    |        |             |
| AEK Larnaca                        | 3 – 3 (gfc) | PAEEK Kerynias     | 1 – 1  | 2 – 2       |
| 19 gennaio 2022 / 2 febbraio 2022  |             |                    |        |             |
| APOEL                              | 6 – 1       | Olympiakos Nicosia | 2 – 1  | 4 – 0       |
| 19 gennaio 2022 / 3 febbraio 2022  |             |                    |        |             |
| Pafos                              | 1 – 3       | Anorthōsis         | 1 – 3  | 0 – 0       |
| 20 gennaio 2022 / 1º febbraio 2022 |             |                    |        |             |
| Xylotymbou                         | 1 – 7       | Omonia             | 0 – 5  | 1 – 2       |
| 26 gennaio 2022 / 3 febbraio 2022  |             |                    |        |             |
| Ethnikos Achnas                    | 3 – 1       | Doxa Katōkopias    | 3 – 1  | 0 – 0       |
| 26 gennaio 2022 / 2 marzo 2022     |             |                    |        |             |
| Apollōn Limassol                   | 1 – 2       | AEL Limassol       | 1 – 0  | 0 – 2 (dts) |

## Quarti di finale
Il sorteggio è stato effettuato il 18 febbraio 2022.
| Squadra 1                      | Totale      | Squadra 2            | Andata | Ritorno |
| ------------------------------ | ----------- | -------------------- | ------ | ------- |
| 9 marzo 2022 / 6 aprile 2022   |             |                      |        |         |
| Ethnikos Achnas                | 5 – 0       | EN Paralimni         | 1 – 0  | 4 – 0   |
| APOEL                          | 2 – 2 (gfc) | Anorthōsis           | 2 – 1  | 0 – 1   |
| 16 marzo 2022 / 13 aprile 2022 |             |                      |        |         |
| AEK Larnaca                    | 13 – 1      | Onīsilos Sōtīra 2014 | 8 – 0  | 5 – 1   |
| AEL Limassol                   | 1 – 1 (gfc) | Omonia               | 1 – 1  | 0 – 0   |

## Semifinali
Il sorteggio è stato effettuato il 19 aprile 2022.
| Squadra 1                      | Totale | Squadra 2       | Andata | Ritorno |
| ------------------------------ | ------ | --------------- | ------ | ------- |
| 26 aprile 2022 / 4 maggio 2022 |        |                 |        |         |
| AEK Larnaca                    | 2 – 5  | Ethnikos Achnas | 1 – 2  | 1 – 3   |
| Anorthōsis                     | 1 – 3  | Omonia          | 0 – 2  | 1 – 1   |

## Finale
| Arbitro: | Marco Di Bello |

|                                                            |                      |                                                       |
| Šćepović Yuste Lang Kakoullīs Bachirou Loizou Charalampous | Tiri di rigore 5 – 4 | Goba Abraham Chudob"jak Elia Tarasovs Adoni Peratikos |